# Turbonilla engbergi
Turbonilla engbergi är en snäckart som beskrevs av Bartsch 1920. Turbonilla engbergi ingår i släktet Turbonilla och familjen Pyramidellidae. Inga underarter finns listade i Catalogue of Life.